# Michael Keiner
Michael „The Doc“ Keiner (* 8. Februar 1959 in Wetzlar) ist ein ehemaliger professioneller deutscher Pokerspieler. Er gewann 2007 ein Bracelet bei der World Series of Poker.

## Persönliches
Keiner absolvierte eine Offiziersausbildung bei der Bundeswehr in Kempten (Allgäu) und studierte von 1979 bis 1985 Medizin in Gießen. Danach absolvierte er die chirurgische Facharztausbildung und eröffnete 1994 eine Klinik für kosmetische Chirurgie in Wetzlar. Keiner war von 1979 bis 1995 auch ein aktiver Motorradrennfahrer und nahm an der Langstrecken-Weltmeisterschaft teil. Seit 2001 ist er nur noch nebenberuflich als kosmetischer Chirurg tätig.

## Pokerkarriere
Keiner kam im Jahr 1993 erstmals mit der Variante Limit Texas Hold’em in Berührung, als er auf einem chirurgischen Weiterbildungsaufenthalt war. 1995 nahm er in deutschen Casinos immer wieder an Spielen in Seven Card Stud teil. In dieser Disziplin gewann er 1997 auf Anhieb die Europameisterschaft im Pot Limit Seven Card Stud in London. Ab 1998 nahm er meistens an Cash Games in Pot Limit Omaha teil. 2002 nahm er eine komplette Auszeit von internationalen Pokerturnieren, um sich auf deutsche Cash Games in Omaha zu konzentrieren. Er gewann 2004 und 2005 jeweils ein Turnier in Pot Limit Hold'em für ein Gesamtpreisgeld von 55.000 US-Dollar. Ab 2006 wurde Keiner vom Onlinepokerraum 888.com gesponsert. Bei der World Series of Poker 2007 im Rio All-Suite Hotel and Casino am Las Vegas Strip setzte er sich bei einem Turnier in Seven Card Stud durch. Er gewann knapp 150.000 US-Dollar und ein Bracelet. Er ließ am Finaltisch unter anderem Greg Raymer und Barry Greenstein hinter sich. Im November 2008 gewann Keiner die UK Poker Open in Maidstone, die mit einem Preisgeld von 250.000 US-Dollar dotiert waren. Seine bis dato letzte Live-Geldplatzierung erzielte er im Februar 2012.
Insgesamt hat sich Keiner mit Poker bei Live-Turnieren knapp 1,5 Millionen US-Dollar erspielt. Im Dezember 2007 veröffentlichte er zusammen mit Katja Thater, Stephan Kalhamer, Sebastian Ruthenberg und Thomas Bihl das Buch Poker Matrix – Dimensionen des Erfolgs. Keiners professionelle Tätigkeit umfasste die Bereiche Pokerconsultant für 888.com, Fernsehmoderationen, Autorentätigkeiten und Werbeveranstaltungen. Am 1. Februar 2010 wechselte er als professioneller Pokerspieler und Berater von 888.com zu PokerStars. Nach mehr als vier Jahren Zusammenarbeit mit PokerStars wurde der Vertrag, der am 1. Mai 2014 auslief, nicht verlängert. Keiner gab in einem Interview an, er wolle sich in Zukunft mehr auf seine berufliche Zukunft abseits der Pokertische konzentrieren.

## Werke
- Buch Living on the edge – AniMazing GmbH, 2007, ISBN 978-3940163059.
- Buch Poker Matrix: Dimensionen des Erfolgs – AniMazing GmbH, 2007, ISBN 978-3940163127.